# 勤医協中央病院
勤医協中央病院（きんいきょうちゅうおうびょういん）は、札幌市東区にある病院。

## 概要
公益財団法人日本医療機能評価機構認定病院(病院評価結果は3rdG:Ver.2.0(4回目,2019年3月1日認定,2023年10月19日認定有効期限))。NPO法人卒後臨床研修評価機構(JCEP)認定証発行病院。全日本民主医療機関連合会(民医連)に加盟している。

## 沿革
- 1975年（昭和50年）：東区伏古10条2丁目に「勤医協中央病院」開院[4]。
- 1979年（昭和52年）：第2期工事完成[4]。
- 1981年（昭和56年）：別館建設[4]。
- 1990年（平成02年）：増改築工事完成[4]。
- 2009年（平成21年）：救急外来・救急病棟改修[4]。
- 2013年（平成25年）：東区東苗穂5条1丁目に新築移転[4][5]。
- 2014年（平成26年）8月7日：消化器科医師が患者に刺される事件が発生。[6]
- 2015年（平成27年） 4月：血液内科標榜、「総合診療センター」から「総合診療・血液病センター」に改称、脳卒中診療開始　7月：ハイケアユニット入院医療管理料1（4床）算定開始　10月：大規模災害を想定した訓練トリアージ編実施　12月：NPO法人卒後臨床研修評価機構(JCEP)認定
- 2016年（平成28年）4月：熊本地震被災地に支援派遣　7月：治験審査委員会発足　10月：医療連携・患者支援センター開設
- 2017年（平成29年）10月：治験実施施設のGCP規制要件に関する調査の受審、11月：ハイケアユニット入院医療管理料1算定病床数増（4床から8床）
- 2018年（平成30年）：7月：脳神経内科標榜　9月：北海道胆振東部地震・全道停電　災害モード診療　被災地支援に職員派遣
- 2019年（平成31年） 2月：マラウィ共和国に旧病院ベッド寄贈

## 機関指定
| 国民健康保険法・健康保険法指定保険医療機関               | 労災保険指定医療機関                                       |
| 生活保護法指定医療機関                                   | 結核指定医療機関                                           |
| 原子爆弾被害者一般疾病医療取扱医療機関                   | 被爆者健診実施受託契約医療機関                             |
| 特定疾患治療研究受託医療機関                             | 小児特定疾患治療研究受託医療機関                           |
| 指定自立支援医療機関（育成医療・更生医療・精神通院医療） | 災害時リウマチ患者支援事業協力医療機関                     |
| 厚生労働省医薬品副作用モニター病院                       | DPC（診断群分類包括評価）対象病院                          |
| 臨床研修指定病院                                         | 卒後臨床研修評価機構認定医療機関                           |
| 丘珠空港事故発生時医療救護指定病院                       | 北海道がん診療連携指定病院                                 |
| 北海道救急告示病院（救急指定病院）                       | 札幌市けが災害輪番指定病院                                 |
| 札幌市健診委託医療機関                                   | 札幌市災害時基幹指定病院                                   |
| 札幌市結核接触者健診委託医療機関                         | 全国健康保険協会政府管掌健康保険生活習慣病健診委託医療機関 |
| じん肺健康管理手帳所持者健康診査受託医療機関             | 石綿健康管理手帳所持者健康診査受託医療機関                 |
| コールタール健康管理手帳所持者健康診査受託医療機関       | 1,2-ジクロロプロパン健康管理手帳所持者健康診査受託医療機関 |
| クロム酸等健康管理手帳所持者健康診査受託医療機関         | 石狩市健診委託病院                                         |

## 診療科等
診療科
- 内科
- 消化器内科
- 呼吸器内科
- 循環器内科
- 糖尿病内分泌内科
- リウマチ膠原病内科
- 腎臓内科
- 総合診療科
- 血液内科
- 緩和ケア科
- 外科
- 消化器外科
- 呼吸器外科
- 甲状腺・内分泌・腎・副腎外科
- 心臓血管外科
- 乳腺外科
- 整形外科
- 泌尿器科
- 婦人科
- 眼科
- 放射線診断科
- 放射線治療科
- 病理診断科
- 麻酔科

センター
- 呼吸器センター
- 心臓血管センター
- 消化器センター
- 糖尿病内分泌・腎臓病センター
- 運動器・リウマチセンター
- 乳腺センター
- 総合診療・血液病センター
- 救急センター
- ホスピスケアセンター
- 回復期リハビリテーション病棟

部門
- 看護部
- 薬剤部
- 検査部
- リハビリテーション部
- 臨床工学部
- 栄養科
- 放射線部
- 感染制御部
- 医療福祉相談室
- 地域連携センター

## 施設認定
| 日本内科学会認定教育施設教育病院                                     | 日本外科学会外科専門医制度修練施設                                                                          |
| 日本肝胆膵外科学会高度技能専門医修練施設B                            | 日本消化器病学会専門医認定施設                                                                              |
| 日本肝臓学会認定施設                                                 | 日本消化器内視鏡学会指導施設                                                                                |
| 日本消化器外科学会専門医修練施設                                     | 日本消化器がん検診学会認定指導施設                                                                          |
| 日本大腸肛門病学会認定施設                                           | 日本食道学会全国登録認定施設                                                                                |
| 日本循環器学会認定循環器専門医研修施設                               | 日本心血管インターベンション治療学会研修施設                                                                |
| 日本不整脈学会・日本心電学会認定不整脈専門医研修施設                 | 日本呼吸器学会認定施設                                                                                      |
| 日本呼吸器内視鏡学会専門医認定施設                                   | 呼吸器外科専門医合同委員会認定修練施設（基幹施設）                                                          |
| 日本内分泌学会認定教育施設                                           | 日本糖尿病学会認定教育施設                                                                                  |
| 日本腎臓学会研修施設                                                 | 日本透析医学会教育関連施設                                                                                  |
| 日本リウマチ学会教育施設                                             | 日本乳癌学会認定施設                                                                                        |
| マンモグラフィ検診施設画像認定施設                                   | 日本乳房オンコプラスティックサージャリー学会エキスパンダー実施認定施設                                      |
| 日本乳房オンコプラスティックサージャリー学会インプラント実施認定施設 | 日本整形外科学会研修施設                                                                                    |
| 日本手外科学会認定研修施設                                           | 日本麻酔科学会麻酔科認定病院                                                                                |
| 日本ペインクリニック学会指定研修施設                                 | 日本泌尿器科学会専門医教育施設                                                                              |
| 日本核医学会専門医教育病院                                           | 日本医学放射線学会放射線科専門医修練機関                                                                    |
| 日本病理学会研修認定施設B                                            | 日本臨床細胞学会認定施設                                                                                    |
| 日本臨床細胞学会教育研修施設                                         | 日本がん治療認定医機構認定研修施設                                                                          |
| 日本静脈経腸栄養学会NST（栄養サポートチーム）稼動施設                | 日本静脈経腸栄養学会NST（栄養サポートチーム）専門療法士実地修練認定教育施設                                 |
| 日本栄養療法推進協議会認定NST（栄養サポートチーム）稼動施設          | 日本感染症学会連携研修施設                                                                                  |
| 日本緩和医療学会認定研修施設                                         | 日本プライマリ・ケア連合学会認定家庭医療後期研修プログラム「北海道勤医協 総合医・家庭医後期研修プログラム」 |
| 日本救急医学会救急科専門医指定施設                                   | |

## 新型コロナウイルス感染
- 2020年5月27日、北海道と札幌市は、新型コロナウイルスに9人が感染し感染者1人が死亡と発表した。感染者9人のうち、3人は勤医協中央病院の40-50歳代の男性医師。同院では感染者は計12人となり、市保健所はクラスター（集団感染）が発生との見解を示した。全員が糖尿病や腎臓病を治療する病棟に勤務・入院していた。市保健所は、150人程を対象にPCR検査を実施する[8]。

## アクセス・駐車場
無料巡回バス「勤医協バス」を運行している。
- 北海道中央バス（札幌東営業所）
  - 「伏古10条5丁目」バス停降車 徒歩約5分
  - 「伏古7条5丁目」バス停降車 徒歩約10分
- 札幌市営地下鉄東豊線元町駅・新道東駅から車で約15分
- 駐車場：117台

## 関連施設
- 勤医協札幌病院 - 札幌市白石区
- 勤医協札幌西区病院 - 札幌市西区
- 勤医協苫小牧病院 - 苫小牧市
- 勤医協伏古10条クリニック[9]
- 勤医協札幌ふしこ歯科診療所[10]
- 勤医協東在宅総合センター[11]